# محمد صابر إسماعيل
محمد صابر إسماعيل (ولد عام 1947) هو سياسي عراقي كردي وعضو في حزب الاتحاد الوطني الكردستاني. وقد أعلن حزبه عن ترشيحه في آب 2018 لمنصب رئيس جمهورية العراق خلفا للرئيس الحالي فؤاد معصوم. وقد اختاره المجلس المركزي في حزبه رسميا لمنصب رئيس جمهورية العراق في أيار 2018.
ومحمد صابر إسماعيل متزوج من أخت هيرو إبراهيم أحمد، زوجة الرئيس الراحل جلال الطالباني.

## سيرته العلمية
محمد صابر إسماعيل حاصل على شهادة بكالوريوس في العلوم عام 1965، وأخرى في الفيزياء عام 1969، وحاصل على شهادة الماجستير في الفيزياء النووية عام 1983، وعلى درجة الدكتوراه في الفيزياء من جامعة ستوكهولم عام 1988. ومنذ عام 1983 إلى عام 1993، عمل مساعدا غير متفرغ في قسم الفيزياء النووية من جامعة ستوكهولم، ثم كباحث في قسم الفيزياء في نفس الجامعة.

## المناصب
شغل منصب ممثل حزب الاتحاد الوطني الكردستاني في أوروبا في ستوكهولم للفترة من عام 1978 حتى عام 1993.
ثم شغل منصب ممثل حكومة إقليم كردستان والاتحاد الوطني الكردستاني في واشنطن للفترة من عام 1993 حتى عام 2001، كما مثل حكومة إقليم كردستان والاتحاد الوطني في فرنسا.
ثم ممثل حكومة إقليم كردستان في الولايات المتحدة من عام 2001 إلى عام 2004، ثم سفير العراق لدى الصين للفترة 2004-2010. ثم شغل منصب رئيس دائرة آسيا وأستراليا في وزارة الخارجية العراقية عام 2010. ثم شغل محمد صابر إسماعيل منصب سفير العراق إلى الأمم المتحدة بين عامي 2013 و2016 في جنيف.